# Association Sportive de Bamako
L'Association Sportive de Bamako és un club de futbol malià de la ciutat de Bamako. Disputa els seus partits a l'Stade Municipal de Bamako.

## Palmarès
- Copa maliana de futbol:[2]
  - 2005